# 戰略高手
《戰略高手》（英語：Out of Sight）是一部1998年美國犯罪喜劇片，由史蒂芬·索德柏執導，改編自埃爾莫爾·倫納德的1996年同名小說，講述一名職業劫匪越獄後，與自己綁架的美国法警之間形成了一段不可思議的關係。電影由史蒂芬·索德柏執導，史考特·法蘭克編劇，主演陣容包括喬治·克隆尼、珍妮佛·羅培茲、文·雷姆斯、唐·奇鐸、丹尼斯·法瑞那和艾伯特·布鲁克斯。
《戰略高手》1998年6月26日在美國上映，好評如潮，並贏得及入圍諸多獎項，包括提名奧斯卡最佳改編劇本獎和最佳影片剪辑奖。本片之後，克隆尼便與索德柏多次合作；電影還在2003年推出了一部短命的電視劇——《凱倫·西斯科》。

## 演員
- 喬治·克隆尼飾演傑克·佛利（Jack Foley）
- 珍妮佛·羅培茲飾演凱倫·西斯科（Karen Sisco）
- 文·雷姆斯飾演巴迪·布拉格（Buddy Bragg）
- 唐·奇鐸飾演莫里斯·米勒（Maurice Miller）
- 丹尼斯·法瑞那（英语：Dennis Farina）飾演馬歇爾·西斯科（Marshall Sisco）
- 艾伯特·布鲁克斯飾演李察·里普利（Richard Ripley）
- 史提夫·扎恩飾演葛倫·邁克爾斯（Glenn Michaels）
- 路易·古茲曼飾演奇諾（Chino）
- 伊賽亞·華盛頓（英语：Isaiah Washington）飾演肯尼斯（Kenneth）
- 南茜·艾伦飾演米格（Midge）
- 凱思·羅內克爾（英语：Keith Loneker）飾演白男孩巴布（White Boy Bob）
- 凯瑟琳·基纳飾演阿黛爾（Adele）
- 薇拉·戴維絲飾演摩澤爾·米勒（Moselle Miller）
- 保羅·卡爾德龍（英语：Paul Calderón）飾演雷蒙·克魯茲（Raymond Cruz）
- 小溫德爾·B·哈里斯（英语：Wendell B. Harris Jr.）飾演丹尼爾·伯登（Daniel Burdon）
- 米高·基頓飾演雷·尼科萊（Ray Nicolette，未掛名）
- 山繆·傑克森飾演赫吉拉·亨利（Hejira Henry，未掛名）
- 康妮·索耶（英语：Connie Sawyer）飾演電梯老夫人

## 反響

### 評價
《戰略高手》獲得了影評界一致好評。電影在爛番茄上根據102篇影評，好評度94%，平均得分7.9／10。該網站共識評論：「史蒂芬·索德柏根據埃爾莫爾·倫納德的小說巧妙改編而成，機智、性感、娛樂成份出乎意料，對喬治·克隆尼而言可謂造星的轉折點。」在Metacritic上，基於30條影評，本片獲得85分（滿分100），認證「普遍好評」。

### 票房
《戰略高手》美國首週在2106家影院上映，首映週末票房收入為1200萬美元。國內最終總收入為3750萬美元，國際票房達4020萬美元，全球總票房超過7770萬美元。

## 外部連結
- 互联网电影数据库（IMDb）上《戰略高手》的资料（英文）
- Box Office Mojo上《戰略高手》的資料（英文）
- 爛番茄上《戰略高手》的資料（英文）
- Metacritic上《戰略高手》的資料（英文）